# 古拉里亚宾达拉
古拉里亚宾达拉（Gularia Bhindara），是印度北方邦Pilibhit县的一个城镇。总人口6509（2001年）。

## 人口
该地2001年总人口6509人，其中男性3603人，女性2906人；0—6岁人口880人，其中男473人，女407人；识字率59.66%，其中男性为66.47%，女性为51.20%。